# Pavel I. (papež)
Svatý Pavel I. (700 Řím – 28. června 767) byl papežem od 29. května 757 do své smrti 28. června 767.

## Život
Jáhen Pavel byl kandidátem na papeže již ke konci života Štěpána II., svého bratra. Jeho protikandidátem byl arcijáhen Theofylaktos, navrhovaný probyzantskou stranou, která si přála obnovit dobré vztahy mezi císařem a papežským stolcem. Přednost nakonec dostal Pavel, který byl po celý pontifikát Štěpánovi nablízku; dva bratři po sobě v papežském úřadě měli zajistit kontinuitu jeho politiky. Vysvěcen byl 29. května 757 jako papež Pavel I.
Podobně jako jeho bratr a předchůdce byl ve velmi dobrých vztazích s franckým králem Pipinem Krátkým, jenž měl významný podíl na Pavlově zvolení. Do doby jeho pontifikátu spadají pokračující neshody s Langobardy pod vládou krále Desideria na severu Itálie i jejich následné urovnání. Pro konzolidaci církve se spojil s Pipinem proti Langobardům i Řekům; Řím za jeho pontifikátu ovládl Benevento a Toskánu. Výrazem přátelství a úcty k Frankům bylo převezení ostatků svaté Petronily do Říma; kromě jiného byl i kmotrem Pipinovy dcery Gisely. Za jeho pontifikátu se v Římě projevilo rozhodnutí synodu konaného roku 754 v Konstantinopoli, kde bylo z iniciativy císaře Konstantina V. opět odsouzeno uctívání obrazů (obrazoborectví neboli ikonoklasmus), což mělo za následek útěk mnoha řeckých mnichů do Říma.
Stejně jako jeho bratr se Pavel I. zajímal o výstavbu církevních budov (jeho jméno je spojeno především se stavbou kláštera San Silvestro in Capite).
Zemřel 28. června roku 767. Pohřben byl v kapli blahoslavené Panny Marie, již nechal ve Vatikánu postavit. Ve 14. století byl prohlášen za svatého. Jeho svátek se slaví 28. června, v den jeho smrti.

## Odkazy

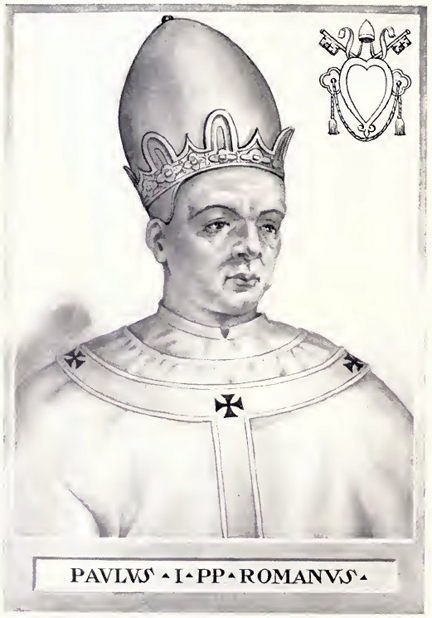
Ilustrace zobrazující papeže sv. Pavla I.